# Richard Garwin
Richard Garwin (Cleveland, 19 d'abril de 1928 — Nova York, 12 de maig de 2025) va ser un físic estatunidenc que va dissenyar la primera bomba d’hidrogen el 1951, amb només 23 anys, mentre treballava a Los Álamos. La prova inicial de l’arma, anomenada Mike, es va fer el 1952 al Pacífic Sud. Doctorat per la Universitat de Chicago, va col·laborar amb Enrico Fermi i posteriorment va treballar als laboratoris IBM, on va contribuir al desenvolupament del GPS, les impressores làser i les pantalles tàctils. Més endavant va defensar el control de les armes nuclears i va assessorar diversos presidents dels EUA. El 2016 va rebre la Medalla Presidencial de la Llibertat.